# Tropidonophis dahlii
Tropidonophis dahlii är en ormart som beskrevs av Werner 1899. Tropidonophis dahlii ingår i släktet Tropidonophis och familjen snokar. Inga underarter finns listade i Catalogue of Life.
Denna orm förekommer i centrala och nordöstra delen av ön Niu Briten som tillhör Papua Nya Guinea. Arten lever i kulliga områden och i bergstrakter mellan 750 och 1100 meter över havet. Exemplar hittades i fuktiga skogar nära vattendrag. Honor lägger ägg.
På ön sker skogsröjningar men inte i den region där arten lever som kännetecknas av kalkstensklippor. IUCN kategoriserar arten globalt som livskraftig.